# Stylaster elassotomus
Stylaster elassotomus is een hydroïdpoliep uit de familie Stylasteridae. De poliep komt uit het geslacht Stylaster. Stylaster elassotomus werd in 1938 voor het eerst wetenschappelijk beschreven door Fisher. 